# Berne (Indiana)
Berne es una ciudad ubicada en el condado de Adams en el estado estadounidense de Indiana. En el Censo de 2010 tenía una población de 3.999 habitantes y una densidad poblacional de 743,03 personas por km².

## Geografía
Berne se encuentra ubicada en las coordenadas 40°39′26″N 84°57′20″O / 40.65722, -84.95556. Según la Oficina del Censo de los Estados Unidos, Berne tiene una superficie total de 5.38 km², de la cual 5.38 km² corresponden a tierra firme y (0%) 0 km² es agua.

## Demografía
Según el censo de 2010, había 3.999 personas residiendo en Berne. La densidad de población era de 743,03 hab./km². De los 3.999 habitantes, Berne estaba compuesto por el 96.47% blancos, el 0.53% eran afroamericanos, el 0.13% eran amerindios, el 0.55% eran asiáticos, el 0% eran isleños del Pacífico, el 1.38% eran de otras razas y el 0.95% pertenecían a dos o más razas. Del total de la población el 4% eran hispanos o latinos de cualquier raza.